# Motore termoacustico
Il motore termoacustico o Stirling termoacustico è un particolare tipo di motore Stirling, in cui viene indotta una pulsazione del solo fluido tra punto freddo e punto caldo ad una frequenza molto più elevata rispetto al motore Stirling.

## Descrizione
È costituito da una camera (di solito in vetro) da un lato chiusa e dall'altra un pistone libero di muoversi attaccato ad un volano.

## Principio fisico di funzionamento
Viene posta una fonte di calore al centro della camera in modo da ottenere una zona calda al centro e due fredde all'estremità (di solito dalla parte della camera chiusa viene posta della spugna paglierina di metallo per favorire il raffreddamento).
Il fluido che si trova all'interno della camera si scalda nella parte centrale e questo fa sì che nel fluido siano indotte a formarsi delle onde acustiche (un fluido, ad esempio aria, se scaldato si dice cominci a suonare, ossia a generare onde acustiche) che cominciano a viaggiare all'interno della camera e che una volta arrivate alle estremità rimbalzino e tornino indietro continuando fin tanto che vi è calore ad alimentare il tutto.
Se le onde acustiche vanno in risonanza (condizione soddisfatta per certe lunghezze d'onda in funzione della lunghezza della camera) la pressione all'interno della camera aumenta a dismisura spingendo il pistone in avanti, non appena il pistone si muove la condizione di risonanza viene a mancare perché le onde mantengono invariata la loro lunghezza d'onda mentre varia quella della camera interna essendosi il pistone mosso e di conseguenza la pressione diminuisce riportando il pistone indietro, ritornando nella posizione iniziale pronto per un altro ciclo.